# Communauté de communes du Canton d'Ancy-le-Franc
 (décembre 2023).
Si vous disposez d'ouvrages ou d'articles de référence ou si vous connaissez des sites web de qualité traitant du thème abordé ici, merci de compléter l'article en donnant les références utiles à sa vérifiabilité et en les liant à la section « Notes et références ».
La communauté de communes du canton d'Ancy-le-Franc est une ancienne communauté de communes française située dans le département de l'Yonne en région Bourgogne-Franche-Comté.
Créée le 28 décembre 1999, elle disparait le 1er janvier 2014. Ses communes membres sont alors intégrées à la communauté de communes Le Tonnerrois en Bourgogne.

## Composition
Elle est composée de toutes les communes du canton d'Ancy-le-Franc.
| Nom                     | Code Insee | Gentilé       | Superficie (km2) | Population (dernière pop. légale) | Densité (hab./km2) |
| ----------------------- | ---------- | ------------- | ---------------- | --------------------------------- | ------------------ |
| Ancy-le-Franc (siège)   | 89005      | Ancéacquais   | 19,65            | 943 (2014)                        | 48                 |
| Aisy-sur-Armançon       | 89004      | Asiacais      | 17,97            | 251 (2014)                        | 14                 |
| Ancy-le-Libre           | 89006      | Ancéaquais    | 21,65            | 182 (2014)                        | 8,4                |
| Argentenay              | 89016      | Argançais     | 5,07             | 87 (2014)                         | 17                 |
| Argenteuil-sur-Armançon | 89017      | Argentoliens  | 30,51            | 211 (2014)                        | 6,9                |
| Chassignelles           | 89087      | Bocquins      | 13,00            | 322 (2014)                        | 25                 |
| Cry                     | 89132      | Crycois       | 11,16            | 174 (2014)                        | 16                 |
| Fulvy                   | 89184      | Fulviens      | 3,81             | 133 (2014)                        | 35                 |
| Jully                   | 89210      | Jullois       | 19,76            | 150 (2014)                        | 7,6                |
| Lézinnes                | 89223      | Lézinnois     | 15,96            | 723 (2014)                        | 45                 |
| Nuits                   | 89280      | Nuitons       | 11,58            | 408 (2014)                        | 35                 |
| Pacy-sur-Armançon       | 89284      | Paciens       | 13,35            | 189 (2014)                        | 14                 |
| Perrigny-sur-Armançon   | 89296      | Perrigniens   | 14,04            | 127 (2014)                        | 9                  |
| Ravières                | 89321      | Raviérois     | 21,85            | 837 (2014)                        | 38                 |
| Sambourg                | 89374      | Sambourquois  | 12,44            | 82 (2014)                         | 6,6                |
| Stigny                  | 89403      | Sistiniens    | 17,86            | 115 (2014)                        | 6,4                |
| Villiers-les-Hauts      | 89470      | Altivillerois | 19,12            | 142 (2014)                        | 7,4                |
| Vireaux                 | 89481      | Virotins      | 14,58            | 138 (2014)                        | 9,5                |

## Compétences
Aménagement de l'espace
- Création et réalisation de zone d'aménagement concerté (ZAC) (à titre obligatoire)
- Schéma de cohérence territoriale (SCOT) (à titre obligatoire)
- Schéma de secteur (à titre obligatoire)

Autres
- Gestion de personnel (policiers-municipaux et garde-champêtre…) (à titre facultatif)
- Technologies de l'information et de la communication (Internet, câble…) (à titre facultatif)

Développement et aménagement économique
- Action de développement économique (Soutien des activités industrielles, commerciales ou de l'emploi, soutien des activités agricoles et forestières…) (à titre obligatoire)
- Création, aménagement, entretien et gestion de zone d'activités industrielle, commerciale, tertiaire, artisanale ou touristique (à titre obligatoire)
- Tourisme (à titre obligatoire)

Développement et aménagement social et culturel
- Activités culturelles ou socioculturelles (à titre facultatif)
- Activités périscolaires (à titre facultatif)
- Activités sportives (à titre facultatif)
- Construction ou aménagement, entretien, gestion d'équipements ou d'établissements culturels, socioculturels, socioéducatifs, sportifs (à titre optionnel)
- Transport scolaire (à titre facultatif)

Environnement
- Assainissement collectif (à titre facultatif)
- Collecte et traitement des déchets des ménages et déchets assimilés (à titre optionnel)

Logement et habitat
- Action en faveur du logement des personnes défavorisées par des opérations d'intérêt communautaire (à titre optionnel)
- Action et aide financière en faveur du logement social d'intérêt communautaire (à titre optionnel)
- Opération programmée d'amélioration de l'habitat (OPAH) (à titre optionnel)
- Politique du logement social (à titre optionnel)
- Programme local de l'habitat (à titre optionnel)

Voirie
- Création, aménagement, entretien de la voirie (à titre optionnel)

## Historique
La communauté de communes est créée le 28 décembre 1999.
Dans le cadre de l'Intercommunalité des Communes de l'Yonne, il est à noter le nouveau concept des Vallées de l'AS imaginé en 2007 par Philippe Vallée, responsable au sein du bureau de l'Office de Tourisme d'Ancy-le-Franc. Regrouper et mutualiser les moyens de l'offre touristique présente sur les 18 communes de ce chef-lieu de canton dans une seule et même entité à vocation de promotion touristique, voilà le concept des Vallées de l'As. En effet ces communes présentes dans les vallées de l'Armançon et du Serein et plus largement quelques communes de l'Auxois, de Chablis à Semur-en-Auxois via Tonnerre, Noyers-sur-Serein, Ancy-le-Franc et Montbard doivent décider de prendre leur avenir économico-touristique à bras le corps afin de créer les emplois futurs des jeunes générations, cela dans l'intérêt général[réf. nécessaire].